# Narva-Joesuu
Narva-Jõesuu és una ciutat i municipi situat al comtat d'Ida-Viru, a l'extrem nord-est d'Estònia, vora la desembocadura del riu Narva a la mar Bàltica. Amb una població que ronda els 2.600 habitants, és coneguda per les seves àmplies platges de sorra blanca, la seva història com a balneari i la seva arquitectura de fusta d'estil imperial. Narva-Jõesuu és sovint anomenada la "perla del mar Bàltic" o el "resort dels tsars" pels estonians i pels turistes russos.

## Geografia
Narva-Jõesuu està situada a l'extrem nord-est d'Estònia, dins del comtat d'Ida-Viru, just a la desembocadura del riu Narva a la mar Bàltica. Aquesta ubicació privilegiada li atorga una de les línies costaneres més llargues i conegudes del país, amb més de 7 quilòmetres de platja de sorra fina que s'estenen al llarg del golf de Finlàndia. La ciutat limita a l'est amb la frontera natural amb Rússia, que queda marcada pel riu Narva, i a l'oest amb extensions de bosc i dunes costaneres.

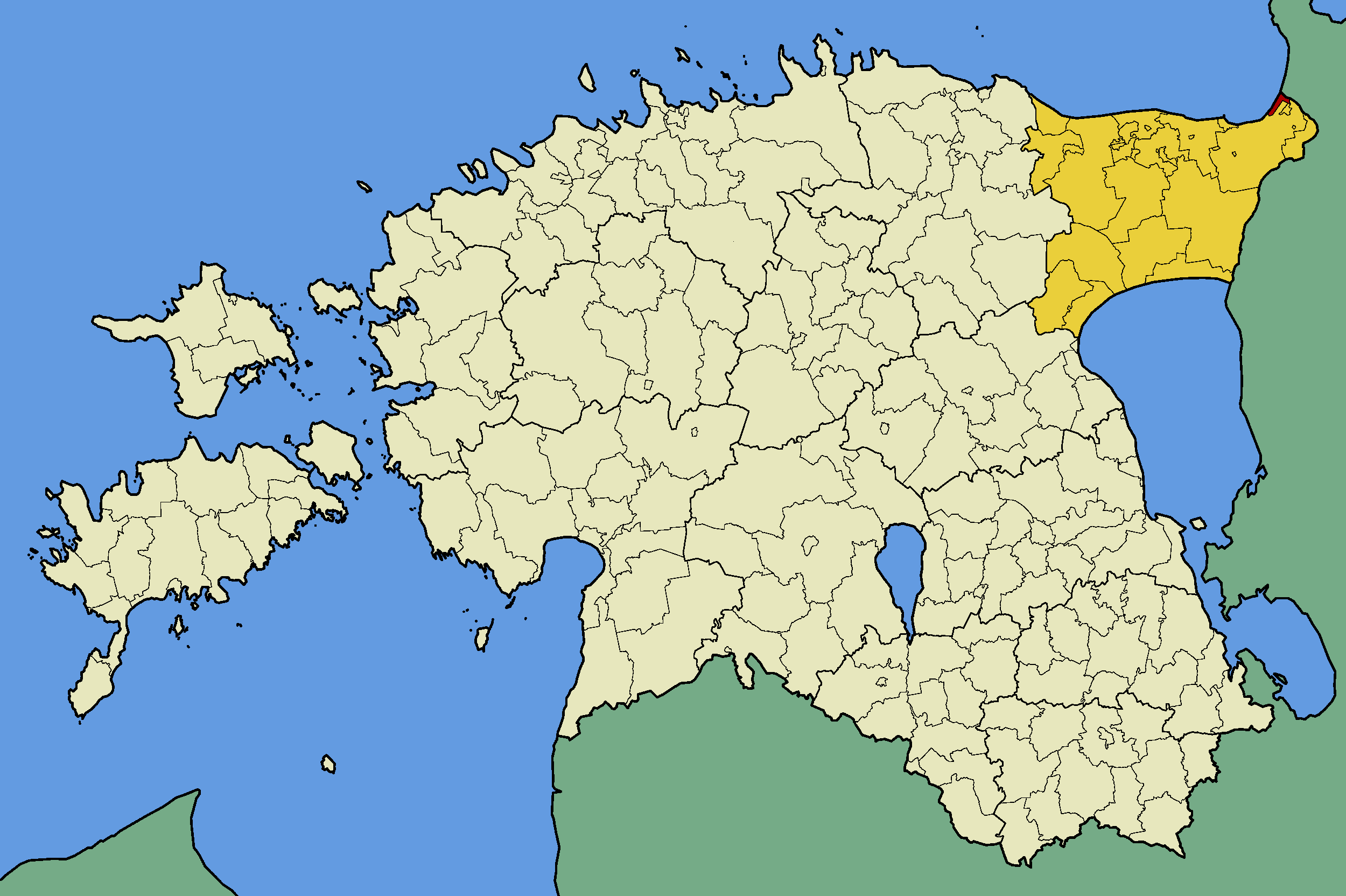

La seva geografia litoral destaca per una combinació única de platges, dunes, boscos i aiguamolls, conformant un paisatge de gran riquesa ecològica. Aquests ecosistemes són el refugi de diverses espècies d'aus migratòries i de plantes protegides, i constitueixen part de la xarxa Natura 2000 per la seva importància ambiental. Les dunes de sorra formen una franja natural entre el mar i els boscos de pins, i actuen com a barrera protectora contra les tempestes marines, a més de ser un recurs paisatgístic de gran valor.
La ciutat s'ubica en una plana costanera lleugerament elevada, amb una altitud mitjana de 10 a 20 metres sobre el nivell del mar. El riu Narva, que neix del llac Peipus i travessa la ciutat de Narva, desemboca aquí en un ampli estuari que separa Estònia de Rússia i ha tingut una rellevància històrica i econòmica com a via fluvial i frontera natural.
El clima de Narva-Jõesuu és de tipus continental humit, influenciat pel mar Bàltic, cosa que suavitza els hiverns i manté els estius frescos i agradables. Aquesta climatologia temperada, juntament amb la puresa de l'aire marí i la presència de boscos de coníferes, ha fet que la ciutat fos històricament valorada com a lloc de recuperació i salut.

## Història

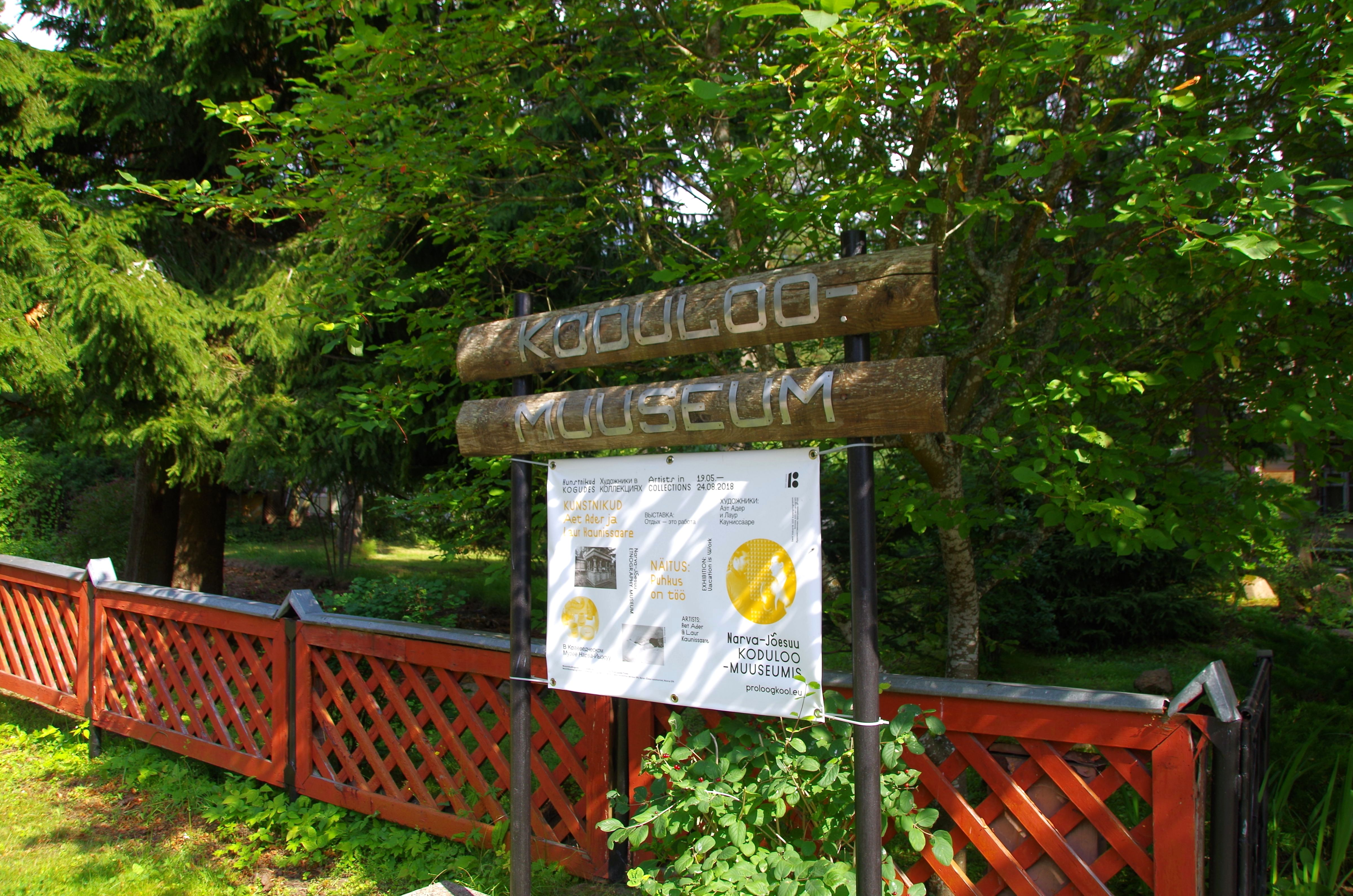

Narva-Jõesuu, que literalment significa boca del riu Narva, té una història llarga i rica que es remunta a l'edat mitjana, tot i que el seu desenvolupament com a assentament reconegut es va produir principalment a partir del segle XVIII. La seva ubicació estratègica a la desembocadura del riu Narva, a prop de la frontera amb Rússia i a tocar del mar Bàltic, la va convertir en un punt d'interès per a comerciants, militars i, més tard, per a estiuejants i pacients en recerca de salut i descans.
Durant el domini suec d'Estònia al segle XVII, la zona era essencialment boscosa i poc poblada. No obstant això, després de la Gran Guerra del Nord, amb la posterior incorporació d'Estònia a l'Imperi Rus, la regió va començar a experimentar una certa activitat econòmica i social, especialment vinculada a la ciutat veïna de Narva, que era un important centre comercial i industrial.
És durant el segle XIX, sota domini rus, quan Narva-Jõesuu es transforma gradualment en una destinació de balneari i turisme d'estiueig. L'aristocràcia russa, funcionaris tsaristes i famílies adinerades començaren a descobrir els beneficis terapèutics de l'aire marí, la sorra i els boscos de coníferes. Es van construir les primeres viles d'estiueig, pensions i cases de bany, i la ciutat es va guanyar la reputació de "Pärnu del nord". El balneari esdevingué tan popular que fins i tot membres de la cort imperial visitaven la zona.

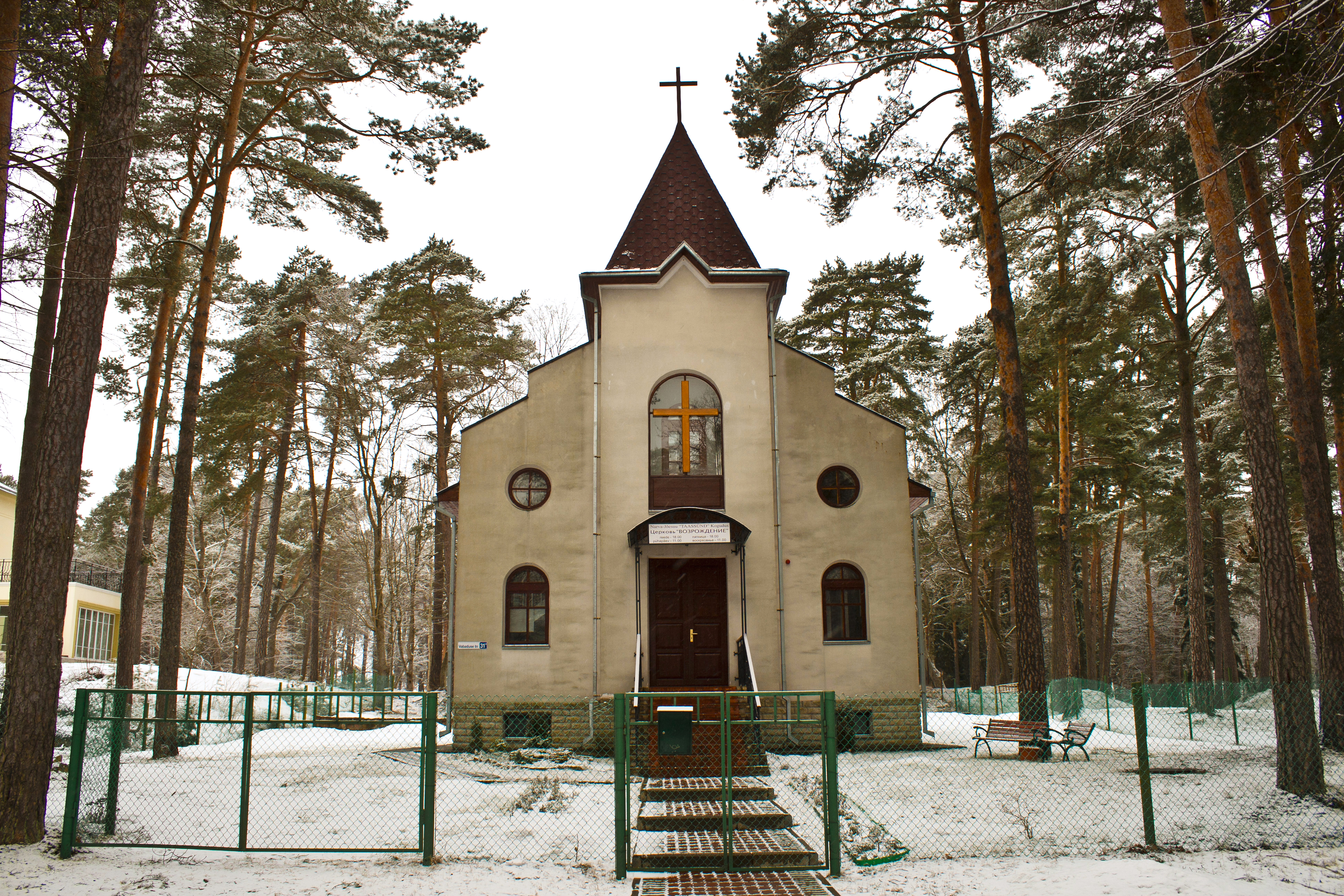

Després de la independència d'Estònia el 1918, Narva-Jõesuu va mantenir el seu prestigi com a destí de vacances, però va ser durant l'ocupació soviètica (1940–1991) que el seu perfil canviaria radicalment. Durant aquest període, la ciutat va esdevenir un important centre de repòs per a treballadors soviètics. S'hi construïren diversos sanatoris, complexos turístics i hotels estatals, molts dels quals funcionaven amb règims subvencionats i oferts com a recompensa a treballadors de fàbriques o serveis públics. Aquest augment de la infraestructura turística anà acompanyat d'una certa transformació urbanística, tot i que molts edificis històrics foren conservats.
A més, el caràcter fronterer de la ciutat i la seva proximitat amb Rússia van fer que fos un lloc de pas estratègic, amb accés restringit durant alguns períodes del règim soviètic. Això va afavorir, però, la conservació del seu entorn natural, ja que moltes àrees es mantenien tancades al públic general.
Amb la recuperació de la independència d'Estònia el 1991, Narva-Jõesuu va entrar en una nova etapa de transformació. L'economia planificada es va substituir per iniciatives privades, i molts edificis d'època soviètica foren reformats o venuts. Malgrat les dificultats inicials, la ciutat ha aconseguit recuperar part del seu encant original com a balneari, i es promociona tant per al turisme intern com internacional. Avui en dia, Narva-Jõesuu és considerada una joia costanera d'Estònia, amb un patrimoni que reflecteix la seva complexa i fascinant trajectòria històrica.

## Demografia

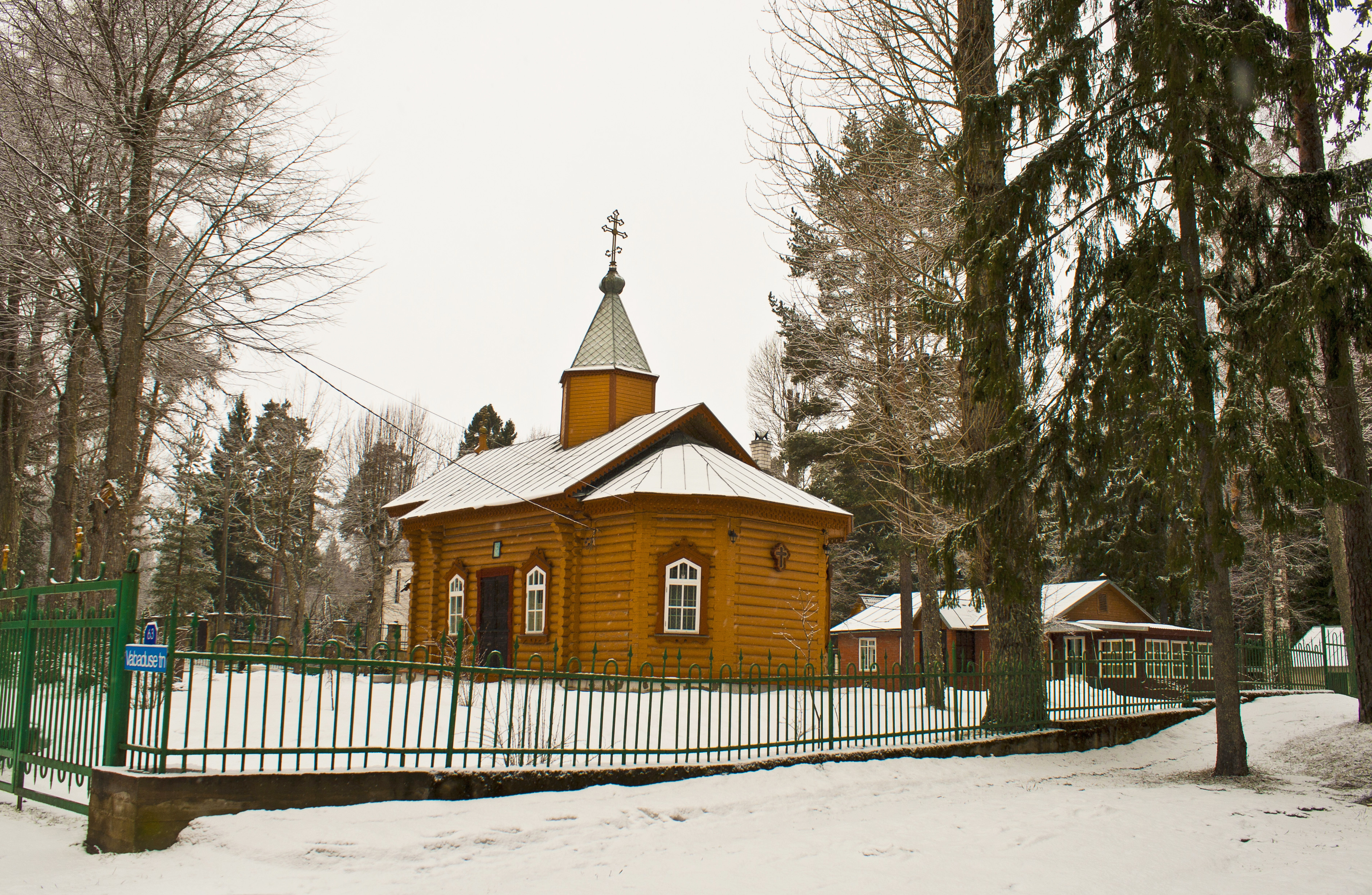

Narva-Jõesuu és una ciutat amb una composició demogràfica particular dins del context estonià, fruit del seu passat històric i de la seva ubicació a tocar de la frontera amb Rússia. Segons dades recents, la població de la ciutat se situa al voltant dels 2.500 habitants, tot i que aquest nombre pot augmentar considerablement durant la temporada turística d'estiu a causa de l'arribada de visitants i estiuejants.
Un dels aspectes més destacats de la demografia local és la seva composició ètnica. Més del 85% dels residents són d'origen rus, mentre que els estonians de parla materna estoniana representen una minoria. Això reflecteix la influència del període soviètic, durant el qual molts russos van ser traslladats a zones com Narva-Jõesuu per treballar en indústries, sanatoris o serveis relacionats amb el turisme. Així, la ciutat comparteix característiques amb Narva, una de les ciutats més russificades d'Estònia.
Aquesta realitat ètnica i lingüística ha provocat alguns reptes d'integració social i cultural, especialment després de la independència d'Estònia, quan la legislació lingüística i de ciutadania va canviar de manera significativa. Tanmateix, amb el pas dels anys, s'han desenvolupat diversos programes per fomentar la cohesió social, la formació en llengua estoniana i la participació ciutadana activa.
Pel que fa a la piràmide d'edats, Narva-Jõesuu presenta una població relativament envellida, amb una proporció significativa de persones jubilades. Aquest fenomen és degut en part a l'atractiu de la ciutat com a lloc de repòs i a la migració de joves cap a ciutats més grans com Tallinn o Tartu per motius d'estudi o feina. No obstant això, la ciutat ha intentat revertir aquesta tendència promovent el turisme sostenible, la rehabilitació urbana i iniciatives per a atraure nous residents, incloent-hi famílies joves i emprenedors.
En resum, la demografia de Narva-Jõesuu reflecteix una història marcada per canvis geopolítics i migratoris, però també una aposta per la convivència i la revitalització comunitària dins d'un marc multicultural.

## Turisme i balneari

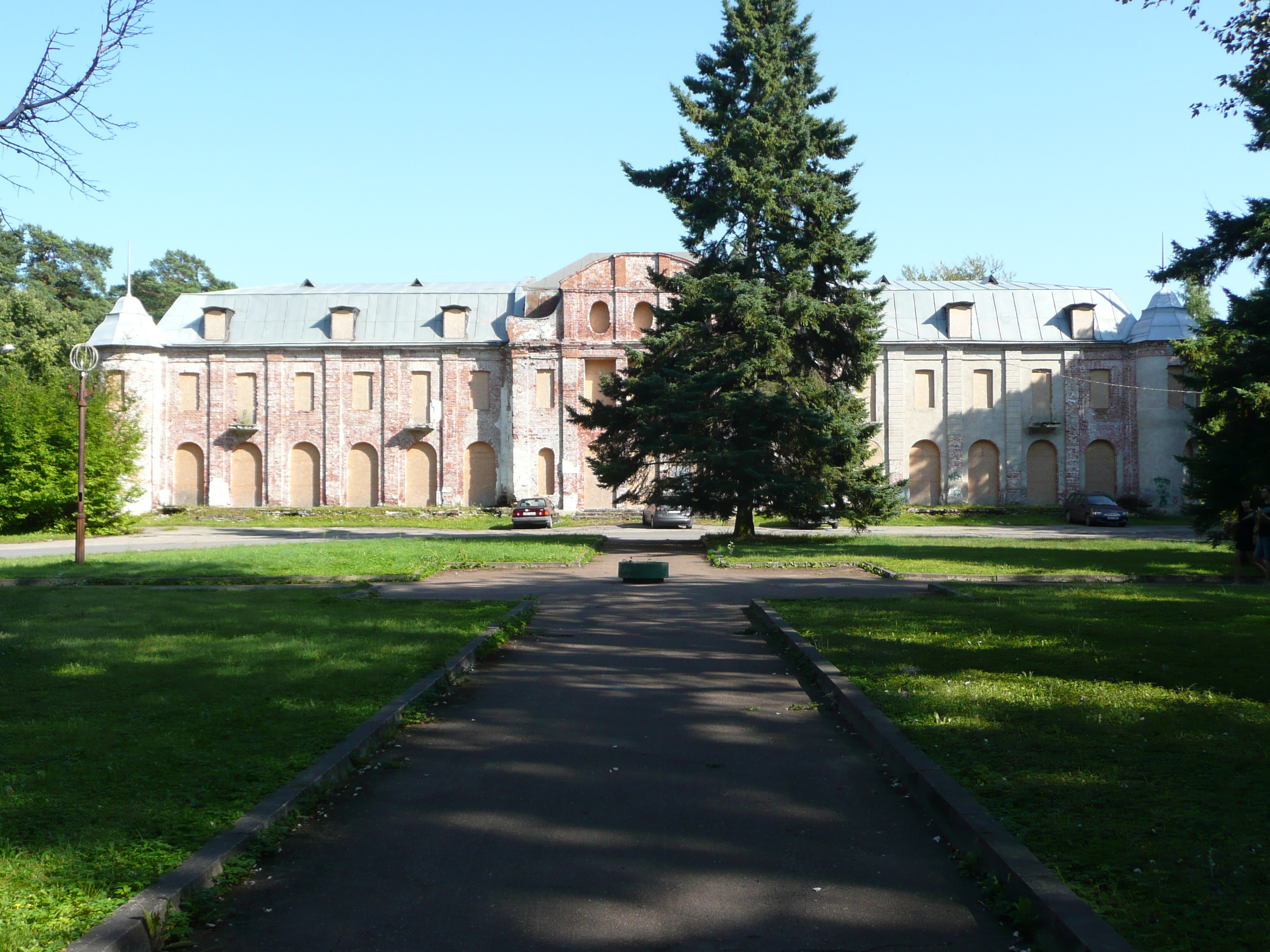

Narva-Jõesuu és una de les destinacions turístiques més emblemàtiques del nord-est d'Estònia, coneguda tradicionalment com la Riviera Bàltica. Situada a la costa del golf de Finlàndia, aquesta ciutat balneària combina un paisatge costaner extens i serè amb una atmosfera tranquil·la i nostàlgica, ideal tant per al turisme de salut com per a unes vacances de desconnexió.
L'atractiu principal de Narva-Jõesuu és la seva platja de sorra blanca, que s'estén al llarg de gairebé 8 quilòmetres. Aquesta platja, flanquejada per un bosc de pins, ofereix un entorn natural idíl·lic que ha estat apreciat des del segle XIX. Durant l'època tsarista, ja era un destí popular entre les elits russes, i aquesta fama es va mantenir i ampliar durant el període soviètic, quan es van construir diversos sanatoris i establiments termals.
El turisme de salut continua essent un pilar fonamental de l'economia local. Els balnearis moderns, com ara el Narva-Jõesuu Medical Spa o altres centres de benestar, ofereixen tractaments de fang, hidroteràpia, massatges i cures respiratòries. Aquestes instal·lacions atrauen visitants d'Estònia, Rússia, Finlàndia i altres països, especialment gent gran o persones en recerca de tractaments naturals i relaxació.

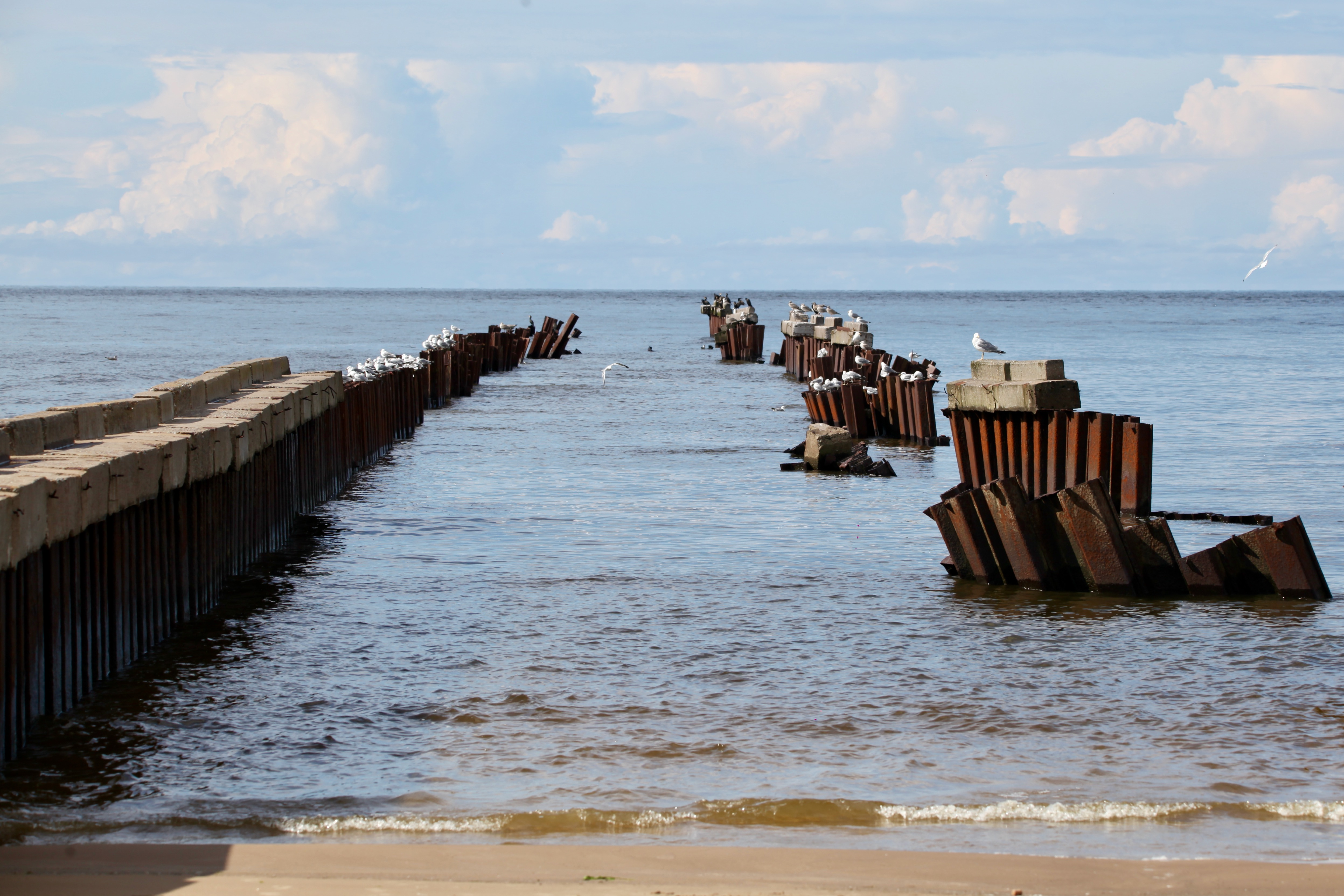

A més del balneari clàssic, la ciutat ha intentat diversificar la seva oferta turística. S'han obert nous hotels, pensions i càmpings, així com cafeteries i restaurants que combinen la cuina local amb plats internacionals. També s'han millorat les infraestructures turístiques, com ara els camins per a bicicletes, els parcs i les àrees de pícnic.
L'oferta cultural i d'oci també forma part important del turisme a Narva-Jõesuu. S'hi organitzen festivals d'estiu, com el festival de música a la platja i activitats per a famílies. L'entorn natural convida a l'observació d'ocells, caminades pel bosc o excursions fins a la desembocadura del riu Narva, on es pot observar el límit geogràfic i simbòlic amb Rússia.
Una altra atracció interessant és la història dels balnearis, que es pot conèixer a través d'exposicions locals i la conservació d'edificis històrics. Alguns antics sanatoris soviètics, encara en funcionament o rehabilitats, ofereixen un viatge al passat, amb una estètica que barreja el funcionalisme amb detalls decoratius de l'època socialista.
Malgrat els reptes econòmics i la competència d'altres destinacions del mar Bàltic, Narva-Jõesuu manté un encant únic, amb una identitat pròpia que barreja cultura eslava i estoniana. La seva tranquil·litat, la proximitat a la natura i la riquesa termal la converteixen en una destinació especialment apreciada per aquells que busquen pau i benestar més que no pas turisme de masses.
En els darrers anys, l'ajuntament ha impulsat iniciatives per allargar la temporada turística més enllà dels mesos d'estiu, potenciant el turisme de salut durant la tardor i l'hivern. També s'ha promogut la col·laboració transfronterera amb la ciutat russa d'Ivàngorod, amb qui comparteix no només geografia, sinó també part del teixit cultural i econòmic.
En conjunt, Narva-Jõesuu es manté com un referent del turisme termal i de benestar al nord d'Europa, amb una proposta que aposta per la sostenibilitat, el respecte pel medi i l'autenticitat històrica.

## Arquitectura i patrimoni

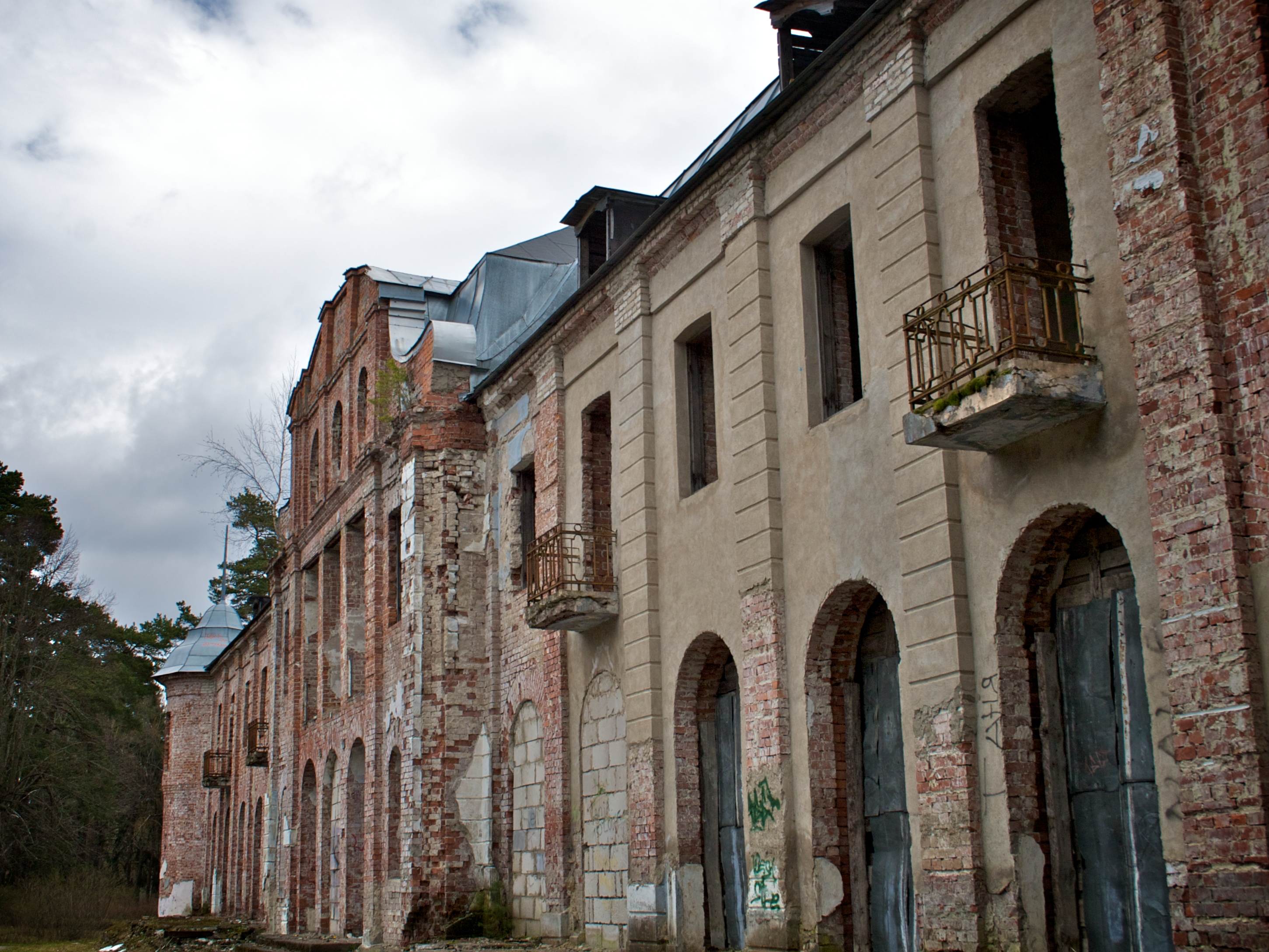

Tot i ser una ciutat relativament petita, Narva-Jõesuu compta amb un patrimoni arquitectònic divers i singular, que reflecteix les diverses èpoques històriques per les quals ha passat la regió. La seva arquitectura combina elements d'estil rus tradicional, funcionalisme soviètic i construccions contemporànies, que conviuen en harmonia amb el paisatge natural del golf de Finlàndia i els boscos circumdants.
Una part important del patrimoni arquitectònic de la ciutat es troba en les velles vil·les d'estiueig que daten de finals del segle XIX i principis del segle XX. Aquestes cases, sovint construïdes en estil neoclàssic o romàntic, eren propietat de famílies benestants russes que estiuejaven a Narva-Jõesuu. Encara avui es poden veure algunes d'aquestes vil·les de fusta, amb porxos decorats, finestrals grans i teulades inclinades, moltes de les quals han estat restaurades i adaptades com a hotels, pensions o residències privades.
Durant l'època soviètica, es va produir un canvi significatiu en el paisatge urbà, amb la construcció de sanatoris, hospitals, escoles i blocs d'habitatges d'estil funcionalista. Aquests edificis, tot i la seva simplicitat formal, formen part integral de la memòria arquitectònica de la ciutat i han estat, en alguns casos, objecte de projectes de rehabilitació per conservar el seu valor històric i funcional. Un exemple destacat és el sanatori Narva-Jõesuu Spa, construït durant l'època soviètica però modernitzat completament al segle XXI, conservant part de la seva estructura original.
L'església de Sant Vladímir, construïda el 1890, és un altre element destacat del patrimoni de la ciutat. Aquesta església ortodoxa russa, amb cúpules en forma de bulb i una ornamentació interior rica, continua sent un centre de culte actiu i un punt d'interès cultural. La seva presència reforça la forta influència de la cultura russa a Narva-Jõesuu, tant en la seva arquitectura com en la seva composició demogràfica.
Altres construccions d'interès són els antics pavellons de bany i balnearis, que sovint combinen estils modernistes amb detalls art déco. Alguns d'aquests edificis han estat restaurats per funcionar com a museus, espais d'exposició o centres culturals. També destaquen les petites torres de vigilància i edificacions militars relacionades amb l'estratègica ubicació de la ciutat a la frontera amb Rússia.

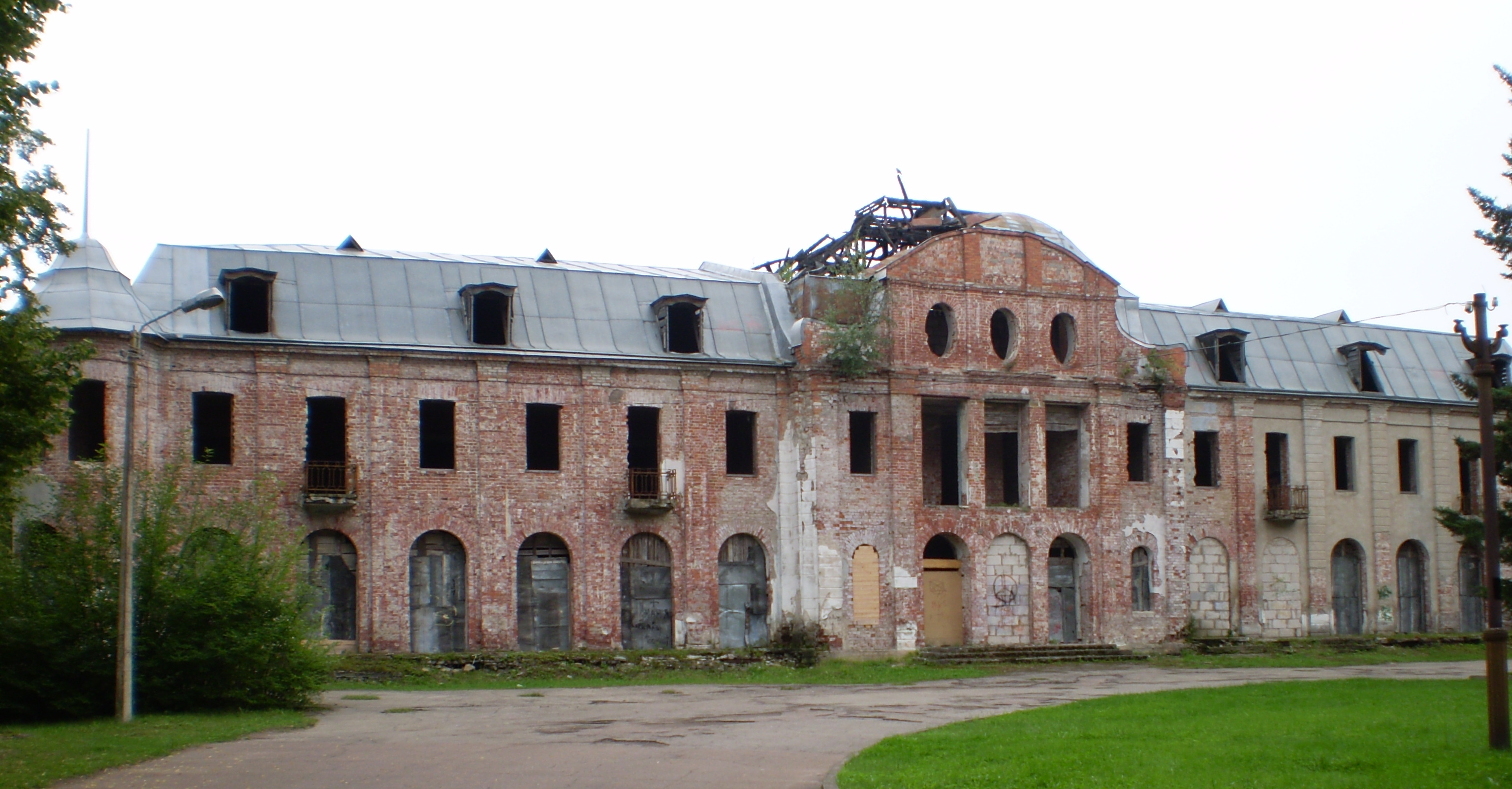

En els últims anys, Narva-Jõesuu ha experimentat un procés de revitalització urbana, amb la construcció de nous hotels, apartaments i espais públics amb disseny contemporani que intenta respectar la fisonomia i escalaritat del paisatge original. Aquest urbanisme moderat cerca l'equilibri entre la conservació del patrimoni històric i les necessitats d'un turisme modern i funcional.
A més, l'ajuntament ha promogut diverses iniciatives per catalogar i protegir el patrimoni arquitectònic local, amb l'ajuda de la Fundació del Patrimoni Nacional i altres organismes. Això inclou l'actualització de mapes patrimonials, senyalització turística, restauració de façanes històriques i la creació de rutes temàtiques per a visitants.
En conjunt, l'arquitectura de Narva-Jõesuu és un reflex de la seva identitat híbrida i multicultural, un pont entre l'Europa occidental i l'oriental, entre el classicisme romàntic i el racionalisme soviètic. Aquesta riquesa patrimonial no només aporta valor cultural, sinó que representa també una oportunitat per al desenvolupament turístic sostenible i la recuperació de la memòria històrica local.

## Economia i infraestructures
L'economia de Narva-Jõesuu ha estat tradicionalment vinculada al seu paper com a destinació balneària i turística, però també reflecteix la seva posició estratègica com a municipi fronterer i com a zona amb un entorn natural ric. En les últimes dècades, s'ha observat una diversificació progressiva de les activitats econòmiques, tot i que el turisme continua sent el principal motor econòmic local.
Un dels sectors més rellevants és el turisme de salut i benestar, herència directa del seu passat com a estació balneària durant l'Imperi Rus i el període soviètic. Actualment, Narva-Jõesuu disposa de diversos hotels, centres de spa i sanatoris, molts dels quals ofereixen serveis de tractaments termals, massatges i medicina alternativa. Aquest segment econòmic atrau tant turistes nacionals com internacionals, especialment procedents de Finlàndia, Rússia i altres països bàltics.
El comerç i els serveis associats al turisme —restaurants, botigues, agències de viatges, serveis de transport— constitueixen també una part fonamental de l'economia local. Durant els mesos d'estiu, la població es multiplica, cosa que incrementa significativament l'activitat econòmica. Fora de temporada, però, la dependència d'aquest sector es fa més evident, fet que ha motivat les autoritats municipals a impulsar estratègies de desestacionalització i promoció de la ciutat com a destinació de tot l'any.
En paral·lel, l'Ajuntament de Narva-Jõesuu ha desenvolupat iniciatives per estimular l'emprenedoria local, especialment en sectors com l'artesania, la producció agroalimentària, la tecnologia verda i els serveis de proximitat. També s'han implementat programes de formació professional per millorar l'ocupabilitat dels residents i atraure joves empresaris a instal·lar-se a la regió.
Quant a les infraestructures, Narva-Jõesuu compta amb una xarxa viària eficient que la connecta amb la ciutat de Narva, situada a només 13 km, i amb altres nuclis urbans com Jõhvi o Tallinn. La carretera T-19, que forma part del sistema viari principal del comtat d'Ida-Viru, és l'eix de comunicació més rellevant. A més, l'accés a la frontera russa a través del pont de Narva facilita el comerç transfronterer i el trànsit de persones.
Els serveis bàsics com aigua potable, sanejament, energia i telecomunicacions estan garantits i han estat progressivament modernitzats durant els darrers anys. El municipi participa en diversos projectes europeus de desenvolupament regional, centrats en la millora de l'eficiència energètica, la mobilitat sostenible i la digitalització dels serveis públics.
Pel que fa al transport públic, Narva-Jõesuu disposa de línies d'autobús regulars que la connecten amb Narva i altres localitats pròximes. També s'hi ofereixen serveis de taxi i lloguer de bicicletes, especialment durant la temporada turística.
En el camp de la infraestructura educativa i sanitària, la ciutat disposa d'una escola de primària i secundària, així com d'un centre mèdic local amb serveis bàsics. Per a serveis més especialitzats, els residents es desplacen habitualment a Narva. Les autoritats locals treballen per mantenir i ampliar aquests serveis, tenint en compte les necessitats d'una població envellida i els nous residents que arriben atrets pel turisme o la qualitat de vida.
Finalment, Narva-Jõesuu aposta per un model de desenvolupament sostenible, combinant el respecte pel seu entorn natural amb la innovació econòmica i la cohesió social. Aquesta visió a llarg termini té com a objectiu consolidar la ciutat com una destinació atractiva per viure, treballar i visitar durant tot l'any.

## Cultura i esdeveniments
La cultura de Narva-Jõesuu és un reflex del seu entorn natural, la seva història fronterera i la convivència de diverses influències culturals, principalment estoniana i russa. Aquesta ciutat costanera, tot i la seva mida modesta, ha aconseguit mantenir una vida cultural activa i diversa, adaptada tant als residents com als visitants que arriben especialment durant la temporada estival.
Un dels elements centrals de la cultura local és la preservació de la identitat històrica de la ciutat com a balneari, fet que es reflecteix en diverses celebracions, exposicions i activitats que posen en valor el llegat dels temps imperials i soviètics. Museus, galeries d'art i centres culturals promouen aquesta memòria viva a través de col·leccions fotogràfiques, objectes antics i documents històrics relacionats amb l'activitat termal i el desenvolupament turístic de la ciutat.
Durant l'any, Narva-Jõesuu acull diversos esdeveniments culturals i festius que reuneixen comunitats locals i visitants. Un dels més destacats és el Festival de Música Clàssica d'Estiu, que es celebra en diversos espais, incloent-hi l'església luterana i altres edificis històrics. Aquest esdeveniment compta amb la participació d'intèrprets nacionals i internacionals i ajuda a consolidar la ciutat com a punt de trobada cultural al nord-est del país.
També és popular la Fira d'Estiu de Narva-Jõesuu, una celebració d'arrel popular que combina mercats artesanals, gastronomia local, espectacles de música en viu, activitats infantils i mostres de danses tradicionals. A més, se celebren activitats relacionades amb la cultura eslava, reflectint la presència significativa de població rusòfona a la ciutat. Aquestes iniciatives contribueixen a fomentar la cohesió intercultural i a reforçar el sentiment de comunitat.
Els esdeveniments esportius i recreatius també tenen un paper destacat dins la vida cultural. S'organitzen regularment competicions de voleibol i futbol platja, maratons locals i activitats aquàtiques durant l'estiu, aprofitant l'extensa platja i la infraestructura disponible. Aquestes activitats no només promouen l'esport, sinó que també contribueixen a dinamitzar l'espai públic i afavorir la participació ciutadana.
En l'àmbit artístic, la ciutat compta amb una casa de la cultura on es desenvolupen tallers de dansa, ceràmica, pintura i teatre. S'hi ofereixen també classes de música i cursos de llengua, tant en estonià com en rus, com a part d'un programa d'integració cultural. Els nens i joves tenen un accés especialment actiu a aquestes iniciatives, que pretenen desenvolupar el talent artístic local i proporcionar alternatives educatives i creatives.
A més, Narva-Jõesuu ha acollit en diverses ocasions exposicions itinerants i festivals de cinema relacionats amb el medi ambient, la història del mar Bàltic o la memòria històrica del segle XX. Aquest tipus d'iniciatives, sovint promogudes amb el suport de la Unió Europea o entitats culturals d'Estònia, han ajudat a inserir la ciutat dins el circuit cultural del país.
Finalment, el calendari cultural es complementa amb la celebració de festes tradicionals estoneses com Jaanipäev (la revetlla de Sant Joan), Nadal i l'Any Nou, així com commemoracions locals com l'aniversari de la ciutat. Aquestes festivitats solen incloure concerts, fogueres, danses i espectacles de focs artificials, i són una oportunitat perquè la comunitat local expressi la seva identitat i hospitalitat.

## Entorn natural i activitats recreatives

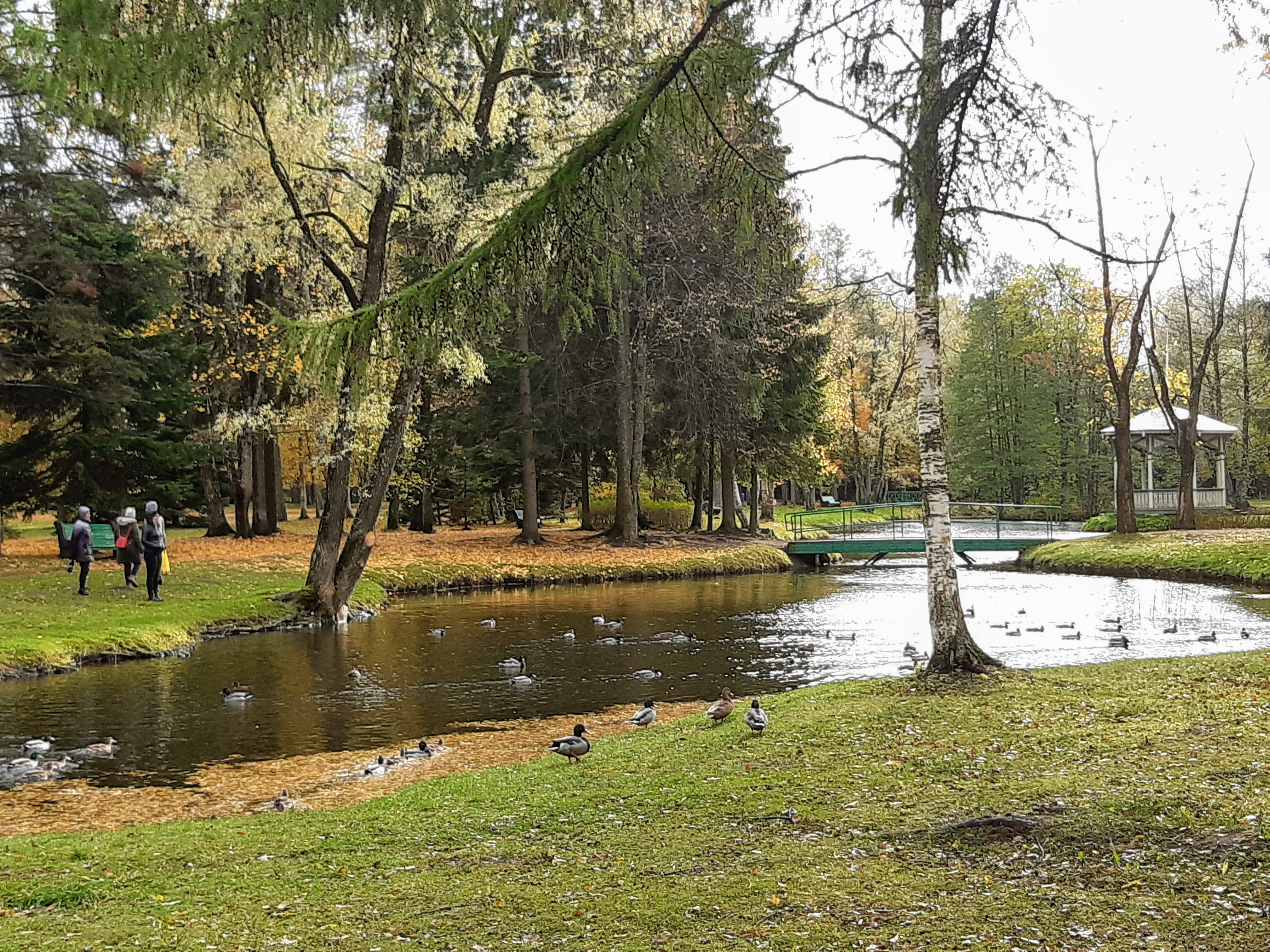

Narva-Jõesuu es troba immersa en un dels entorns naturals més privilegiats del nord-est d'Estònia. Situada a la riba del mar Bàltic, just a la desembocadura del riu Narva, la ciutat combina hàbilment paisatge costaner, zones boscoses i ecosistemes fluvials. Aquest entorn configura no només la seva bellesa natural sinó també les oportunitats recreatives que ofereix als residents i visitants.
Un dels trets més emblemàtics és la seva platja de sorra fina, que s'estén al llarg de gairebé 10 quilòmetres. Aquesta platja, considerada una de les més llargues i boniques del país, és envoltada per dunes i boscos de pins que creen un microclima agradable i protegit del vent. Durant els mesos d'estiu, l'espai esdevé un pol d'atracció per a turistes que busquen relaxació, banys de sol i activitats aquàtiques. L'aigua, tot i ser freda comparada amb latituds més meridionals, assoleix temperatures agradables a l'estiu, i la qualitat de l'aire i de l'aigua és excel·lent.
A més de les activitats clàssiques de platja, Narva-Jõesuu és ideal per a la pràctica de l'esport a l'aire lliure. Les rutes per a bicicleta i senderisme travessen el Parc Natural de Narva-Jõesuu, on es poden explorar boscos mixtos, zones humides i camps oberts amb una rica biodiversitat. Aquesta zona és especialment apreciada pels aficionats a l'ornitologia, ja que constitueix una important àrea de pas per a aus migratòries. Els camins estan senyalitzats i mantenen un bon estat, permetent excursions per a tota la família.
El riu Narva també ofereix oportunitats úniques per al lleure i l'exploració. S'hi poden realitzar activitats com el piragüisme, la pesca esportiva i fins i tot excursions en petites embarcacions. Aquest riu, que marca la frontera natural entre Estònia i Rússia, aporta una dimensió simbòlica i paisatgística a l'experiència dels visitants. El passeig fluvial, perfectament condicionat, és un dels llocs més populars per passejar, fer esport suau o simplement contemplar la posta de sol sobre l'aigua.
A l'hivern, quan la neu cobreix el paisatge i el mar es congela parcialment, la ciutat no perd atractiu. Les zones forestals i obertes es converteixen en escenaris ideals per a l'esquí de fons i les caminades amb raquetes de neu. A més, s'organitzen esdeveniments com la natació en aigües gelades i festivals d'hivern amb activitats tradicionals que vinculen la natura amb la cultura local.
Els balnearis i centres de salut natural complementen aquesta oferta amb teràpies i tractaments basats en elements naturals, com l'aigua marina, la torba i l'aire marí. Molts d'aquests establiments ofereixen activitats guiades com ioga a la platja, gimnàstica suau i banys de bosc (shinrin-yoku), integrant l'experiència terapèutica amb el respecte i la connexió amb la natura.
En definitiva, Narva-Jõesuu ofereix un entorn natural ric, ben conservat i aprofitat, que combina relaxació, esport, salut i descobriment, tot en un marc d'equilibri ecològic i harmonia paisatgística.

## Educació i serveis públics
Narva-Jõesuu disposa d'un sistema d'educació i de serveis públics que, tot i la mida relativament petita del municipi, ofereix una cobertura integral a les necessitats bàsiques dels seus habitants. Amb un enfocament particular cap al benestar social, l'educació de qualitat i l'accessibilitat als serveis essencials, la ciutat ha anat consolidant una infraestructura pública eficient i adaptada a les seves característiques demogràfiques.
Pel que fa a l'educació, Narva-Jõesuu compta amb diverses institucions d'ensenyament infantil i primari. L'escola bàsica principal del municipi ofereix educació des dels cursos d'infantil fins a l'ensenyament secundari inferior. El currículum està alineat amb els estàndards nacionals estonians i inclou una oferta multilingüe, reflectint el caràcter bilingüe de la regió —on l'estonià i el rus són àmpliament parlats. S'hi promouen valors de convivència i integració cultural, tot fomentant el respecte mutu i la cohesió social.
Per a l'ensenyament secundari superior i estudis especialitzats, molts joves es desplacen a Narva, situada a pocs quilòmetres de distància, on troben una oferta educativa més àmplia, incloent-hi centres tècnics i professionals, així com universitats a distància. Alguns estudiants també opten per continuar la seva formació a Tartu o Tallinn.
En l'àmbit de serveis sanitaris, Narva-Jõesuu disposa d'un centre mèdic local que cobreix les necessitats bàsiques de salut de la població. Aquest centre ofereix atenció primària, consultes mèdiques generals i serveis de pediatria. En casos més complexos, els pacients són derivats a hospitals de Narva o Tallinn. A més, els balnearis de la ciutat —que són també centres terapèutics— col·laboren amb els serveis de salut pública oferint programes de rehabilitació física i salut preventiva.
Els serveis socials municipals també juguen un paper important en la cohesió del teixit social. L'ajuntament coordina ajudes a famílies vulnerables, serveis d'atenció domiciliària per a la gent gran i programes de suport a la infància. Aquestes iniciatives són gestionades per treballadors socials formats i amb coneixement de la comunitat local. A més, es promouen activitats comunitàries i d'envelliment actiu, amb tallers, trobades i activitats culturals per a la tercera edat.
En termes de serveis públics i infraestructures urbanes, la ciutat està dotada d'una xarxa de transport públic que la connecta eficientment amb Narva i altres poblacions de la regió. També hi ha serveis de neteja, manteniment de parcs i zones públiques, gestió de residus i subministrament d'aigua potable i energia. En els darrers anys, s'han dut a terme millores en l'eficiència energètica dels edificis públics i escolars, com també en la digitalització de serveis administratius.
Finalment, cal destacar el compromís del municipi amb la formació contínua i la participació ciutadana. Biblioteques públiques, centres juvenils i espais cívics fomenten l'aprenentatge permanent, la cohesió intergeneracional i l'enfortiment del teixit associatiu.
En conjunt, Narva-Jõesuu presenta un model equilibrat i accessible de serveis públics, centrat en les persones i en el desenvolupament sostenible de la comunitat.